# غار سنگ‌تراشان
غار سنگ‌تراشان (که به نام‌های سنگ‌اشکن، سنگ‌شکنان و سنگ‌شکن نیز شناخته می‌شود) یک غار دست‌ساز در شهر جهرم می‌باشد که به بزرگ‌ترین غار دست‌ساز جهان معروف است. این غار در دامنهٔ شمالی البرزکوه، در جنوب شهر جهرم، در ارتفاع ۱۰۹۱ متری از سطح دریا قرار دارد. این غار مصنوعی در ابتدای درهٔ قلات و در زیر پشته‌ای در قسمت شرقی آن واقع شده است و با شماره ۱۰۱۱۷ به ثبت در آثار ملی ایران رسیده است.

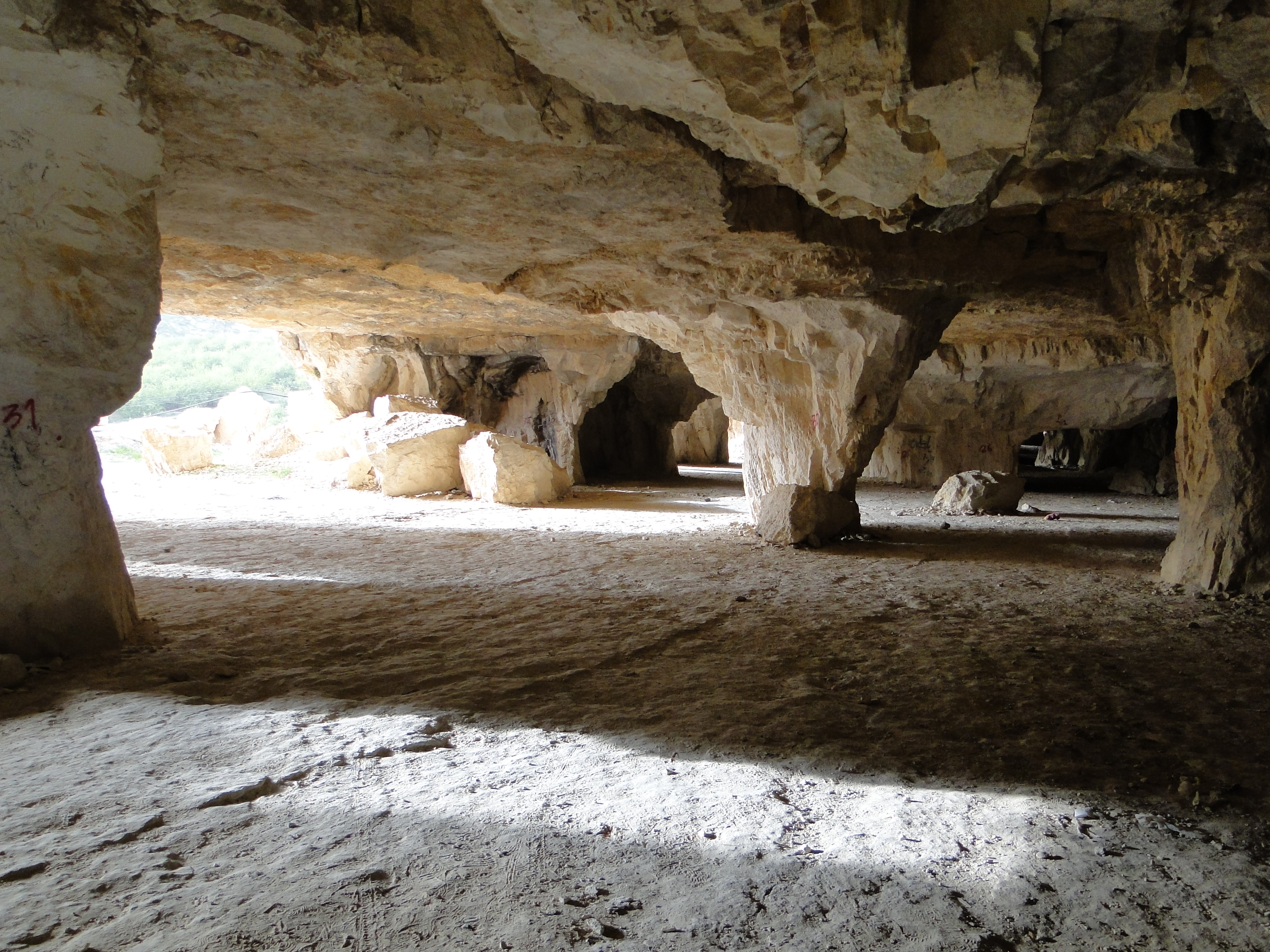
غار سنگ اشکن بزرگ‌ترین غار دست‌ساز دنیا

## پیشینه
غار سنگ اشکن مجموعه‌ای از دهانه‌ها و ستون‌هایی است که به صورت دالان‌های متقاطع دیده می‌شود. این دالان‌ها بر اثر برداشت و استخراج سنگ‌های سفید آهکی و دولومیتی به وجود آمده‌اند و از آن به عنوان بزرگ‌ترین غار مصنوعی جهان یاد می‌کنند. البته غارهای مصنوعی بزرگ‌تر از این غار در جهان وجود دارد، اما اکثر آن‌ها به شکل یک تونل یا دالان سراسری هستند و بر اثر استخراج مواد معدنی با وسایل مکانیکی و ماشین آلات مختلف ایجاد شده‌اند؛ بنابراین می‌توان گفت غاری بزرگتر از این غار که کاملاً دست‌ساز و به این شکل خاص یعنی دارای دالان‌ها، ستون‌ها و دهانه‌های متعدد باشد وجود ندارد.
در این مکان چند سنگ‌شکن به کار برداشت سنگ مشغول بودند. هر کدام از آن‌ها در یک مسیر و دهانه، سنگ برداشت می‌کردند و برای جلوگیری از ریزش سقف هر از چند متر قسمتی را باقی می‌گذاشتند تا به صورت یک ستون نگهدارنده عمل کند. به این دهانه‌ها یا دالان‌ها، اصطلاحاً «کارخانه» می‌گفتند. طول و عرض دهانه‌ها و اندازه ستون‌ها متفاوت است. طول غار حدود ۳۵۰ متر و عرض آن ۱۵۰ متر است که وسعتی حدود ۴ هکتار را در بر می‌گیرد. ارتفاع آن ۳ تا ۴ متر است که در انتها به کمتر از یک متر می‌رسد و در مجموع دارای ۱۲ دهانه و ۱۰۰ ستون است. کف آن شیب دار و سطح آن را لایه‌ای نرم از خاک‌های آهکی پوشانده است. قسمت‌های ابتدایی و حاشیهٔ خارجی آن روشن است، اما به تدریج که به قسمت‌های داخلی می‌رویم، نور کم و در بخش‌های انتهایی کاملاً تاریک می‌شود؛ به همین دلیل سنگ شکنان در اینجا تاقچه‌هایی برای گذاشتن چراغ موشی در بدنهٔ غار و ستون‌ها تعبیه کرده‌اند.
غار در سنگ‌های آهکی – دولومیتی تشکیلات جهرم و آسماری مربوط به دوره اتوسن-الیگوسن ایجاد شده است. در محل غار، از کف تا سقف چندین لایه شناسایی شده است؛ در کف غار دولومیت‌های قهوه‌ای رنگ وجود دارد، سپس آهک‌های شیری رنگ و کمی خاکستری با ضخامت بیش از ۴ متر قرار دارد که در بیشتر قسمت‌ها استخراج شده است. ستون‌های باقی‌مانده بیشتر از این لایه هستند. در سقف غار لایه‌ای از جنس دولومیت با ضخامت بیش از ۵ متر قرار دارد و پس از آن تا روی پشته، سه لایه دولومیتی دیگر وجود دارد. با دیدن این غار، شاید اولین سؤالی که مطرح می‌شود این است که چرا در گذشته برداشت سنگ به این صورت انجام گرفته است و مانند معادن دیگر شهرستان به صورت کلی و روباز، سنگ‌ها برداشت نشده است؟ دلیل این مسئله این است که در اینجا لایه‌ای ضخیم از اهک‌های دولومیتی سفید تا کرمی رنگ نسبتاً نرم بین دو لایهٔ سخت وجود داشته است که به کمک وسایلی چون دیلمهای فولادی، پتک و اره‌های بزرگ دو سر، ابتدا تخته سنگ‌هایی از بدنه جدا می‌کردند و بلافاصله به سنگ‌های لوح به ابعاد مختلف برش می‌دادند و سپس تراشکاران بر روی آن‌ها کنده کاری می‌کردند. این کارها باید سریعاً صورت می‌گرفت زیرا بعد از چند ساعت که این سنگ‌ها در مجاورت هوای آزاد قرار می‌گرفتند، سخت و محکم می‌شدند و به همین دلیل اگر این معدن سنگ به صورت کامل و روباز برداشت می‌شد، این لایه در مجاورت هوا قرار می‌گرفت و خاصیت نرم بودن و شکل‌پذیری راحت خود را از دست می‌داد. علاوه بر این مجبور به کندن و جابجایی لایه‌های سخت‌تر فوقانی نیز نبودند. بعضی اعتقاد دارند که در دوران قبل از اسلام که مردم در " قلعه گبری " مجاور زندگی می‌کردند، در قسمت فوقانی اینجا غاری طبیعی و کوچک با چاهی در آن وجود داشته است که زرتشتیان یا گبرهای ساکن در قلعه از این غار به عنوان دخمه استفاده می‌کردند؛ ان‌ها مردگان خود را اینجا می‌گذاشتند و سپس طبق آیین خود استخوان‌ها را در پارچه‌ای سفید می‌پیچیدند و در درون چاه می‌انداختند. در حقیقت چاه مذکور یک استودان بوده است. بعدها با مسلمان شدن مردم و متروکه شدن قلعه گبری و از بین رفتن اهمیت غار و چاه آن برای دفن مردگان، دخل و تصرف‌هایی در آن صورت می‌گیرد و با برداشت سنگ از این منطقه، شکل آن به کلی تغییر می‌کند. اگرچه شواهد متقنی برای این موضوع وجود ندارد، اما با توجه به شرایط منطقه، وجود قلعه گبری در کنار آن، داستان‌ها و افسانه‌هایی که از گذشتگان نقل می‌شود، به عنوان یک نظریه مطرح است.
تاریخ برداشت سنگ به این صورت و از داخل غار به حدود ۳۵۰ سال قبل (صفویه) توسط شخصی به نام کاظم خان فرزند خواجه اسماعیل بر می‌گردد. وی از عشایر منطقهٔ صحرای باغ لارستان بود که عاشق دختر یکی از سنگ شکنان جهرم می‌شود و پدر دختر به شرط این که او در همین منطقه بماند، دخترش را به او می‌دهد. او پس از ازدواج در اینجا ساکن می‌شود و به کار سنگ‌شکنی در محل غار می‌پردازد. پس از او فرزندان استاد کاظم و شاگردانش به این کار ادامه می‌دهند و سپس در سال‌های بعد تا دوران معاصر افراد دیگری چون استاد علی اکبر نقش واریان جهرمی یا خواجه علی‌اکبر، خواجه اسداله، خواجه نوراله، استاد نقی، خواجه فتح اله، خواجه نصراله، حاج آقا نقشوار جهرمی، عزت اله نقشوار جهرمی، نوازاله نقشوار جهرمی، آقا رضا کوهکن، اسماعیل خان کوهکن مازیار به این کار مشغول می‌شوند. این افراد وارثان اصلی معدن بوده‌اند. افراد دیگری هم بودند که در اینجا کار می‌کردند و به تدریج صاحب قسمتی یا کارخانه‌ای شده یا آن را خریداری کرده‌اند؛ مانند استاد عباسعلی ودیعه رحمانی، حسین و محمد عبداللهی، حسین و علی محمد خدایی، استاد غلامرضا، ابراهیم قلی مصلی نژاد، عباسعلی و عنایت اله کامجو، آقا قلی تشکری، کرامت اله و عنایت اله اوسط، آهن کلوخی و دیگران که نتیجه نهایی کار آن‌ها پدید آمدن این غار است.
از این سنگ‌ها به خاطر شکل‌پذیری بهتر، برای کارهای تزیینی به عنوان نمای ساختمان‌ها و سردرها، پنجره‌های مشبک، فرش حیاط و سکوها، سنگ قبر، کتیبه‌های سنگی، شیر سنگی، آب چُک، ناودان، نهر یا حوض سنگی، پله، رُخ بان، هاون سنگی، دیگ‌های سنگی، دهن شیرها، خمره‌های سنگی، ازاره‌ها و غیره استفاده می‌شد. از مهم‌ترین مکان‌هایی که از این سنگ‌ها در آنجا استفاده شده است می‌توان به سردر ورودی حرم مطهر شاه چراغ، مسجد جامع عتیق شیراز، باغ ارم و مسجد نو اشاره کرد.
مهم‌ترین وسایلی که سنگ شکنان و سنگ تراشان به کار می‌بردند، ارّه‌های دو سر، پتک، چکش، آخی، کِنر، اهرم، تیشه، انواع سوهان، قلم، نخ و دوده، ارّه‌های کوچک دستی، دریل‌های کوچک دستی، خط‌کش و گونیا بوده است.
با روی کار آمدن مصالح ساختمانی جدید مانند سرامیک، موزاییک و سنگ‌های مرمر، به تدریج استفاده از سنگ‌های غار از رونق افتاد و سنگ شکنان کار خود را رها کردند و برداشت سنگ متوقف شد؛ درحالی که حاصل برداشت و استخراج آنها، پدیده‌ای بی‌نظیر را به وجود آورده بود، غاری مصنوعی که توجه مردم را به خود جلب کرد و به عنوان پدیده‌ای بی‌نظیر برای جذب گردشگران مطرح گردید. علاوه بر عظمت و زیبایی غار که سالانه هزاران نفر را به خود جذب می‌کند، خنکی نسبی محیط آن در تابستان و گرم بودن آن نسبت به محیط بیرون در زمستان، دلیل دیگری برای جذب مردم بوده است. در تابستان به خاطر نتابیدن آفتاب و وجود دالان‌های متعدد که باد در آن‌ها کانالیزه شده و به صورت یک کولر طبیعی در می‌آید، دارای هوایی مطبوع و خنک است.

## هنر
در سال‌های اخیر چندین سردیس و سنگ‌نگاره در محوطه غار ایجاد شده است. سردیس‌های سنگ‌تراش جهرمی و فرخ‌هرمز و سنگ‌نگاره‌های باربد، فردوسی و رخش در غار موجود هستند.

## مکان‌های استفاده شده
سنگ‌های استخراج شده از این غار در خانه‌های قدیمی جهرم، خانه تاریخی شهیدان اشراق جهرمی، خانه طوفان، خانه آقا رضا کوهکن جهرمی، مسجد جامع عتیق شیراز، مسجد نو شیراز، حرم احمد ابن موسی، باغ ارم، بانک ملی مرکزی شیراز، امامزاده اسماعیل جهرم، حوزه علمیه خان جهرم، بیمارستان نمازی شیراز، ژاندارمری لارستان و …
به کار رفته است.

## نگارخانه

بندانگشتی
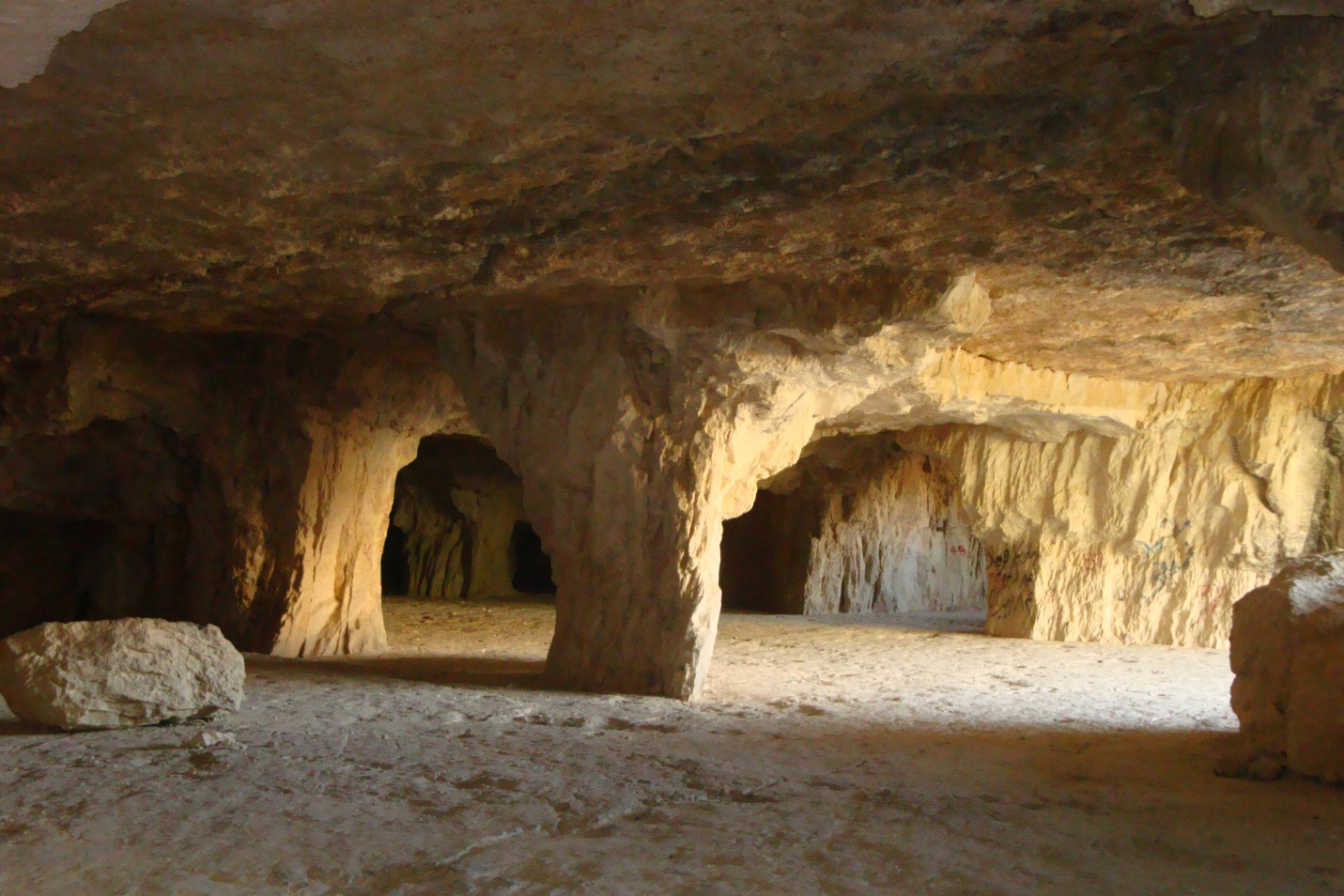
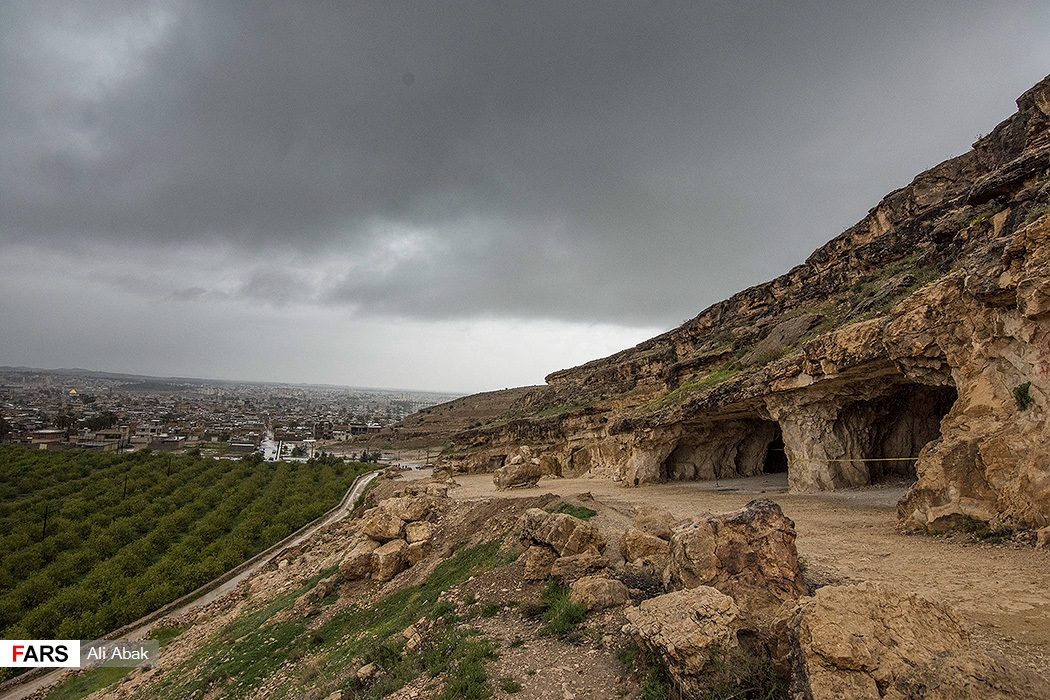
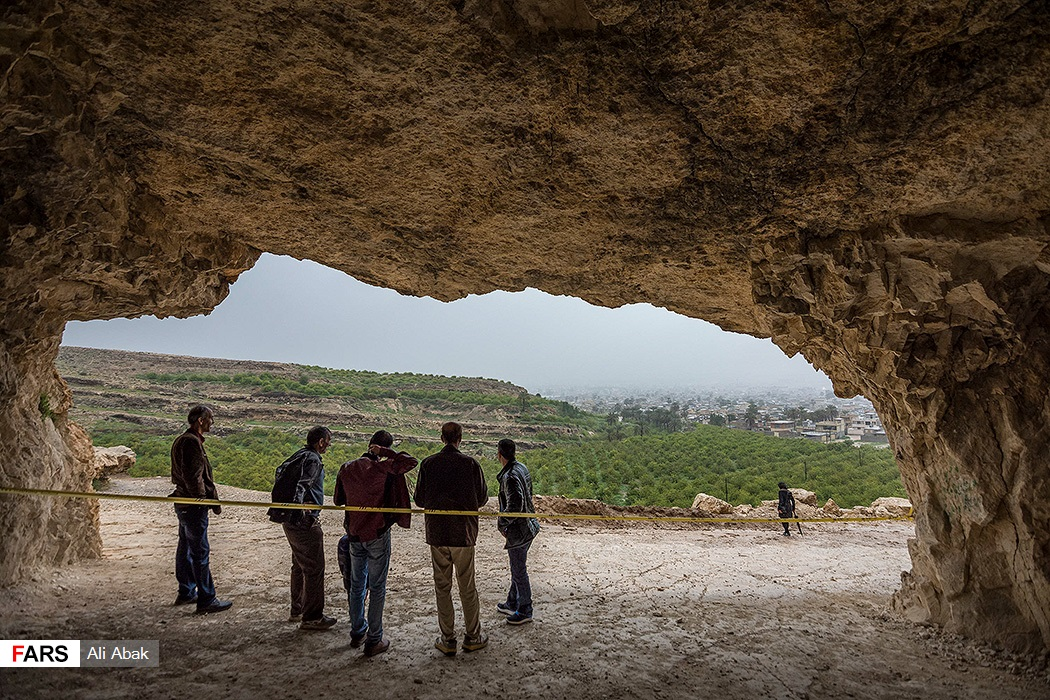
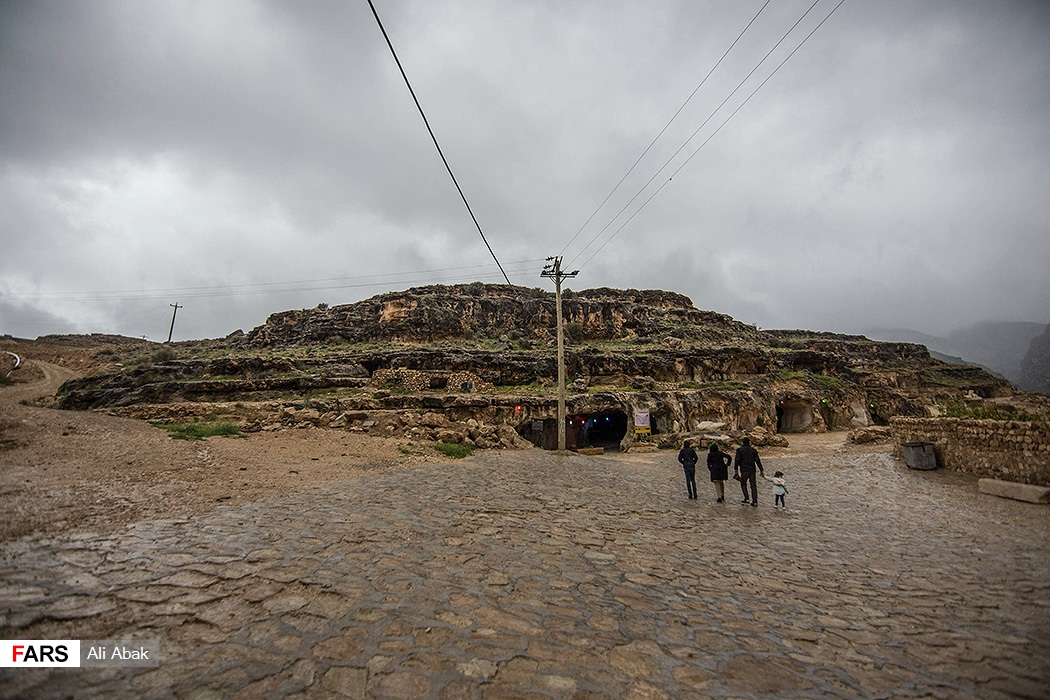
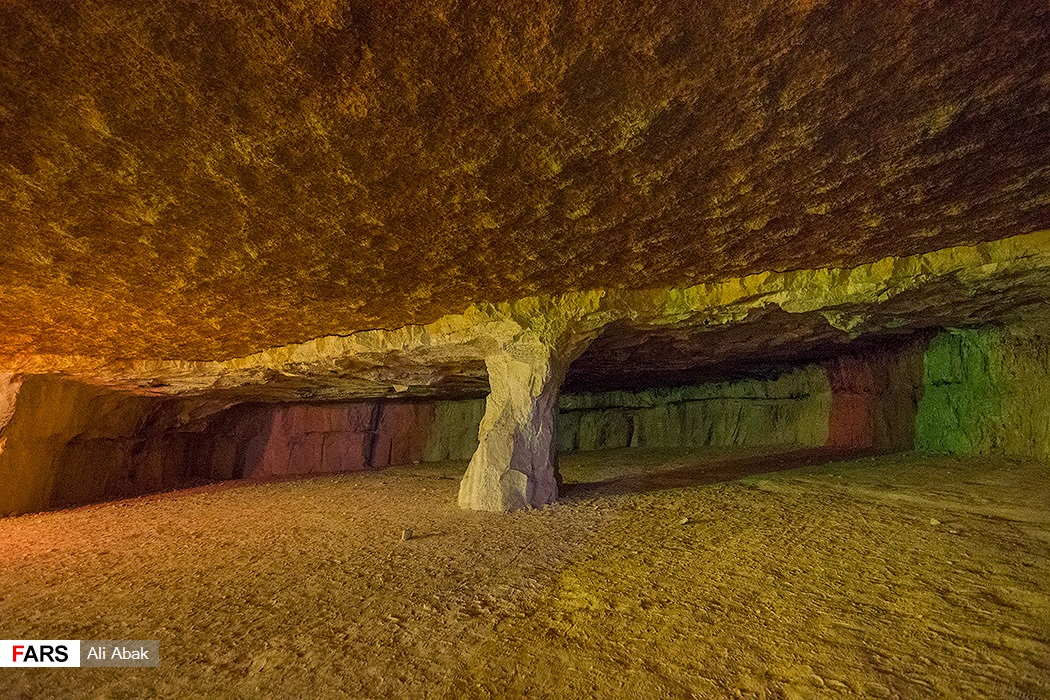

- پرونده:20190331 07.jpg
- پرونده:۴غار سنگ تراشان.JPG
- پرونده:۳غار سنگ تراشان.jpg